# 京都府道673号浅茂川下岡線
京都府道673号浅茂川下岡線（きょうとふどう673ごう あさもがわしもおかせん）は、京都府京丹後市を通る一般府道である。

## 概要
京丹後市網野町浅茂川から京丹後市網野町下岡に至る。
浅茂川漁港から北近畿タンゴ鉄道宮津線 網野駅前を結ぶ府道である。峰山町や久美浜町方面から網野町市街地をバイパスして市街地西方の浅茂川漁港へ向かうルートとして、1990年代から工事を進めて2006年（平成18年）11月2日に全線開通した。直線的で緩やかなカーブの両側2車線道路のほか、ほぼ全線で広幅な両側歩道も整備されており、快適に走行できるバイパス道路である。

### 路線データ
- 起点：京都府京丹後市網野町浅茂川（浅茂川漁港前交差点[注釈 1]、京都府道665号木津網野線交点）
- 終点：京都府京丹後市網野町下岡（網野駅前交差点、国道178号交点）
- 総延長：3.1365 km

## 地理

### 通過する自治体
- 京丹後市

### 交差する道路
| 交差する道路            | 交差する場所 | 交差する場所              |
| ----------------------- | ------------ | ------------------------- |
| 京都府道665号木津網野線 | 網野町浅茂川 | 浅茂川漁港前交差点 / 起点 |
| 国道178号               | 網野町下岡   | 網野駅前交差点 / 終点     |

### 沿線
- 温泉浴場静の里
- 網野グラウンド
- 京都府網野自動車教習所
- 北近畿タンゴ鉄道宮津線 網野駅